# Afronersia melichariana
Afronersia melichariana är en insektsart som först beskrevs av Metcalf 1946.  Afronersia melichariana ingår i släktet Afronersia och familjen Dictyopharidae. Inga underarter finns listade i Catalogue of Life.